# Тверская ямская слобода
Тверская ямская слобода — одна из московских слобод. Существовала в XVI—XVIII вв. в пределах современных Тверского и Бегового районов. Слобода находилась на территории одноимённого поля.
Тверская ямская слобода возникла во второй половине XVI века, когда за пределами Деревянного города близ его Тверских ворот была поселена отдельная слобода ямщиков, которые занимались обслуживанием дороги, связывающей Москву с Тверью и Великим Новгородом. На протяжении XVII столетия слобода была частью тех пригородных слобод, которые размещались за пределами Земляного города.
Тверская ямская слобода постоянно росла. Так, в 1638 году, согласно сохранившимся документам, она насчитывала 65 дворов. В 1652 году в ней было уже 96 дворов. В 1686 году в слободе было 107 дворов. Дворы её жителей размещались вдоль главной дороги длинными параллельными порядками дворов. Образовавшиеся таким образом улицы получили название Тверских-Ямских под разными номерами. Несмотря на расширение Москвы и её вплотную приближение к слободе, её жители длительное время сохраняли «слободской» уклад жизни. Такая ситуация сохранялась и после того, как Камер-Коллежский вал оформил новые границы города. После пожара 1812 года слобода стала частью Москвы.